# 1986年11月1日国鉄ダイヤ改正
1986年11月1日国鉄ダイヤ改正（1986ねん11がつ1にちこくてつダイヤかいせい）では、日本国有鉄道（国鉄）が1986年（昭和61年）11月1日に実施したダイヤ改正について記述する。
翌年4月1日に国鉄分割民営化がほぼ決定していたため、この改正は白紙改正となった。これは国鉄最後の大規模なものであり、かつ分割民営化を前提としたものとなった。キャッチフレーズは「明日へ、便利レール、新ダイヤ」である。CMキャラクターには西村知美を起用していた。

## ダイヤ改正の背景
1986年（昭和61年）に入ると、国鉄分割民営化もいよいよ具体的な法整備を行うところまで来ていた。国鉄動力車労働組合（動労）などが「労使共同宣言」を発表して分割民営化賛成に転ずる一方で、分割民営化に反対する国鉄労働組合（国労）は分裂するという事態も発生し、何かと問題にされることが多かった国鉄の労働組合も激変を迎えていたのである。また、前年11月29日未明には、国鉄千葉動力車労働組合（動労千葉）が分割民営化に反対する24時間ストライキを行い、それを支援する過激派が駅・車両への破壊活動を行って関東・関西の国電が一日中停止するという、過去最大規模の列車妨害事件（国電同時多発ゲリラ事件）も起こっている。
この年2月12日に「国鉄改革関連法案」の一つである「日本国有鉄道の経営する事業の運営の改善のために昭和61年度において緊急に講ずべき特別措置に関する法律案」が第104通常国会に提出され、3月18日にはその他7つの国鉄改革（分割民営化）に関する法案も提出された。これらは、6月2日に第105通常国会で衆議院が解散（死んだふり解散）したことから一旦廃案となるが、7月6日に実施された衆参同日選挙（第38回衆議院議員総選挙及び第14回参議院議員通常選挙）で改革推進派の自由民主党が圧勝したことから分割民営化は決定的となり、9月11日に第107臨時国会で「国鉄改革関連法案」は再提出された。
そして「国鉄改革関連法案」が10月24日に衆議院国鉄改革特別委員会で自民党・公明党・民社党の賛成多数により可決され、10月28日には衆議院を、11月28日には参議院を通過して法整備が完了し、翌年4月1日から「公共企業体日本国有鉄道」は新設される北海道旅客鉄道・東日本旅客鉄道・東海旅客鉄道・西日本旅客鉄道・四国旅客鉄道・九州旅客鉄道・日本貨物鉄道・鉄道情報システム・鉄道通信（ソフトバンクテレコムの前身）の9株式会社（この段階では全て特殊会社扱い）と鉄道総合技術研究所の1財団法人へ業務を移管することが決定した。
そうした中の11月1日、大規模なダイヤ改正が実施された。鉄道の強みを生かせる中距離都市間や大都市圏輸送などの分野を更に強化し、そうでない分野には削減の大鉈を振るうことが行われた。4月1日の分割民営化時に安定した継承を行えるようにするためには、ダイヤ改正や車両の割り振りなど運営にかかわる重大なことを事前に行っておいてから、それを実施した方がよいとの結論となった。
なおグループ名を「JR」にすることが決まったのは、翌年2月20日であった。

## ダイヤ改正の内容
このダイヤ改正においては、下記3つにおいて重点的強化を図ることにした。いずれも、鉄道の長所を最大に生かせるものである。
- 中距離における都市間輸送[1] - 新幹線・特急の速達化と本数増発
- 都市圏における近郊輸送 [1]- 近郊普通列車のパターンダイヤ化
- 直行列車による大量貨物輸送[1] - 貨物輸送の効率化

### 新幹線
東海道・山陽新幹線では、最高速度がそれまでの210km/hから220km/hに引き上げられて、大幅なスピードアップが図られた。東京駅 - 新大阪駅間の所要時間はそれまでより12分短縮して2時間56分、東京駅 - 博多駅間はそれまでより29分短縮して5時間57分になり、3時間・6時間の壁をそれぞれ破ったのである。最高速度だけを比較すると10km/hだけの増加であるが、従来の210km/hはATCによって自動的にブレーキが掛かる速度を指しており、列車の所要時間（基準運転時分）を計算する上では200km/hでの走行を前提としていた。これによりダイヤには大幅な余裕時分を含んでいた。これに対して改正後はATCの作動する速度を225km/hにした上で、所要時間の計算は219km/hを前提とするようになり、実質的な最高速度は19km/h引き上げられている。さらにATCの制限速度の途中段階も110km/hを120km/hに、160km/hを170km/hに引き上げている。
これは、東海道新幹線が世界初の高速鉄道として開業したため、車両にも設備にも全てにおいて余裕を含んで設計されていて（0系の設計上の最高速度は250km/hであった他、1973年以降に製造された車両は将来の230km/h運転を想定して主電動機の出力が強化されていた）、その余裕を生かして大幅な改良をすることなく実現したものである。開業後時間が経って初期故障が収束し、高速鉄道の運営に習熟してくると、本来ならば余裕を切り詰めて更なる高速化が実現されていてもおかしくはなかったが、昭和40年代後半以降の国鉄の労使関係の悪化や環境問題が重視されるようになった影響を受けて、開業時の余裕を見込んだダイヤのままで運転され続け、山之内秀一郎（当時国鉄常務理事）によれば「新幹線はちんたら走っている」という状態であった。
また前年10月に9000番台試作編成1本が投入された2階建車両を持った新型車両の100系も、この時から量産編成が東京駅 - 博多駅間運転の「ひかり」を中心に投入されていくことになる。
列車本数については、主に山陽新幹線のフリークエンシーサービスを実現するために、「ひかり」が14本、「こだま」が31本増発された。国鉄では長らく長編成の列車を需要に合わせて運転しており、東海道に比べて需要の少ない山陽でも16両編成や12両編成の列車が運転されていた。このため列車本数は少ないものに留まっていたが、この改正では列車の短編成化を進め、その分多くの列車を運行することで乗車機会を拡大するということが行われた。これにより山陽新幹線では6両編成の「こだま」が運転を開始した。列車の増発は列車キロにして約13,000kmに及んだ。
なお、東北・上越新幹線では前年のダイヤ改正が大規模であったこともあり、上越新幹線の上野駅 - 高崎駅間の終電繰り下げが行われたぐらいで、運行体系にはほとんど変化がなかった。

### 優等列車
全国の特急列車の多くが所要時間を短縮し、需要の多い都市間を結ぶ列車ではネットダイヤ化を図る増発もなされた。また、福知山線・山陰本線では宝塚駅 - 福知山駅 - 城崎駅（現在の城崎温泉駅）間の電化が完成したのを受け、新大阪駅・大阪駅 - 福知山駅・城崎駅間に電車特急「北近畿」が、それまで同線を走っていた気動車特急「まつかぜ」や急行「だいせん」・「丹波」を統合する形で10往復新設された。なお特急用の新車として、北海道ではキハ183系500番台、四国ではキハ185系が投入された。これは従来車の老朽化に加え、分割民営化後に北海道・四国地域の輸送を担当する新会社は輸送規模が小さく経営基盤が弱いため、しばらく新車の導入ができなくなるだろうという考えがあったことから、新会社発足前に国鉄の負担で新車を投入しておいた方が良いだろうという判断がなされたといわれる（実際には、予想に反して多くの新車が導入された）。
一方で、モータリゼーションの定着や過疎化によって利用不振が続く路線については思い切った優等列車の削減も行われている。代表的なのは函館本線の「山線」と呼ばれる長万部駅 - 小樽駅の区間で、この改正によって特急「北海」・急行「ニセコ」といった定期運転の優等列車3往復がすべて廃止ないしは臨時列車に格下げされ、優等列車の走らないローカル線に転落した。急行列車の削減・特急格上げはダイヤ改正のたびに進められてきたが、本改正では主に自動車交通との競争に敗れたローカル線を運行する急行列車が大幅に廃止され、急行「こまがね」や「えりも」・「野沢」・「志摩」などが消滅した。これにより、四国を除いて急行列車の路線網は消滅し、昼行急行列車は主に需要はあるが路盤が弱いため高速運行ができず、かつ高速道路網が未整備な区間（高山本線・山陰本線京都口など）に限って運行されることとなった。
この改正では支出を抑えつつ列車の増発を図るため、編成の短縮化と中間車に運転席を設けて先頭車にする先頭車改造が大々的に行われた。結果、485系電車を使ってそれまでの15往復から25往復へと10往復もの増発がなされた鹿児島本線の特急「有明」では、1976年（昭和51年）改正時の佐世保線特急「みどり」の4両の記録を上回る、3両という短編成の列車も出現した。
また特急列車の行先を多様化して乗客増を図ろうとする考え方も生まれ、下関駅発着の「にちりん」や、東京駅・千葉駅発着の「あずさ」などが誕生した。一方特急「オホーツク」・「おおとり」の食堂車が新型車両への置き換えによって営業を終了したことにより、在来線昼行特急から食堂車が姿を消した。また夜行急行列車を中心に使われていた20系客車が定期運用から退いている。
この改正で、特急列車の列車キロは約23,000kmの増発となり、一方で急行列車の列車キロは約23,000kmの削減となった。車両キロでは特急が約59,000kmの削減、急行が約175,000kmの削減となっており、列車本数を増加させながら短編成化したダイヤ改正の特徴が現れている。

### 近郊区間の快速・普通列車
普通列車の増発は戦後最大規模のものとなり、本数では2,000本以上、走行キロでは約67,000kmもの増発が図られた。特定地方交通線の廃止進展により約32,000kmの列車が削減されていることを勘案すると、実質的な増発は約99,000kmにもなる。これにより全国の30主要都市周辺では、「時刻表いらず」・「待たずに乗れる」等間隔・高頻度ダイヤが実践されることになったのである（シティ電車方式）。またこれらの普通列車増発は、特急同様の編成短縮と先頭車改造、さらに運用の効率化により、改正前より少ない車両・要員で実現することができた。車両キロは約165,000kmの増加で、そのうち実質的な増発が約227,000km、特定地方交通線の廃止による削減が約62,000kmであった。さらに近距離都市間輸送の速達化もなされた。
関西地区の東海道本線・山陽本線草津駅 - 西明石駅間の複々線では、それまで国鉄本社がダイヤ管理し朝夕ラッシュ時の快速列車を除いて長距離列車のみが運転可能であった「列車線」（外側線）の権限が大阪局に移管され、新快速がそれまでの「電車線」（内側線）から移されたことにより、新快速では大阪駅 - 三ノ宮駅間の所要時間がそれまでより4分短縮されて23分になり、東西での運転区間延長（東側で草津発着の新快速を彦根駅発着へ、同時に彦根 - 草津間各駅停車だった新快速の同区間での通過運転開始、湖西線では近江舞子駅まで各駅停車扱いで延長、西側は姫路駅発着に統一されて西明石駅にすべての新快速が停車）も行われた。
ダイヤの余裕ができた「電車線」では、普通電車が増発され、日中時間帯の吹田駅 - 甲子園口駅間の往復運行は高槻駅 - 神戸駅間に拡大され、高槻駅 - 吹田駅間と甲子園口駅 - 神戸駅間の運行本数が倍増した。1時間あたりの本数は高槻駅 - 大阪駅 - 神戸駅間で8本、神戸駅 - 西明石駅間が4本に増発され、その補充分として関西圏では初の205系が投入された。福知山線と山陰本線城崎駅までの区間は全線が電化されて西宮名塩駅・新三田駅が新設された。他の京阪神地区の路線や中部地区でも快速・普通列車の倍増が図られた。これらはそれまで長距離輸送を中心としていたため、近距離都市間輸送を国鉄が重要視せず並行する私鉄やバス事業者に任せていたのを、今後は各会社が主導で行っていこうとすることの意思表示の一つともいえた。
首都圏地区では中央線快速で通勤快速の設定と高尾駅・大月駅間の延長運転が行われた。東海道線は『湘南ライナー』が運転を開始し、常磐緩行線には国鉄唯一のVVVF車である207系900番台が投入された。
また特急用車両同様、経営基盤の弱い北海道・四国・九州の各社へは国鉄の負担で近郊列車用の新車両を導入しておいてから分割民営化を行おうと考えから、キハ31形・キハ32形・キハ54形といった気動車がそれらの地域へ新造投入された。
一方で特急列車が走る幹線であっても沿線人口が非常に少ない区間の普通列車は大幅に削減され、石北本線の上川駅 - 白滝駅間では普通列車が1往復になったが、上越線の水上駅 - 越後湯沢駅間や日豊本線の佐伯駅 - 延岡駅間の本数は据え置かれた。

### 貨物輸送
貨物列車では列車防護無線装置や列車無線が導入されたことを受け、この時から原則として車掌の乗務が廃止され、ワンマン運転が基本となった。また、1984年（昭和59年）2月1日の貨物輸送大整理以来続けられていたコンテナ化も急速に推し進められ、貨車に直接荷を積み込む「車扱列車」は1984年2月のダイヤ改正時に設定された車扱直行列車と集配列車が全廃となり、再び削減されている。
この改正により、100km/hで走行するコンテナ貨物列車「スーパーライナー」が設定され、東京貨物ターミナル駅 - 梅田貨物駅間では初めて6時間を切る5時間59分で運転するようになった。ピギーバック輸送の貨物列車も初めて東京貨物ターミナル駅 - 大阪貨物ターミナル駅間に1往復設定された。
民営化後の貨物会社の経営を考慮して、機関士の割当人数を先に決め、その範囲で列車を運転するようにしたため大幅な削減を必要とした。列車をスピードアップして機関士の拘束時間を短縮すると、同じ人数でも沢山の列車を運転できるようになるため、貨物列車の所要時間を短縮することに大きな重点が置かれた。大幅に普通列車が増発されて、かつ等間隔のダイヤを実現しようとしている中で、貨物列車をそのように高速化しなければならないことは大きな困難を伴った。保線作業のための間合い時間の設定にも苦心している。
列車キロは車扱直行列車と集配列車の合計596本の廃止等もあり、約63,000kmの削減で約209,000kmとなった。当初列車キロは約74,000kmの削減を予定していたが、地域経済に与える影響や社会的な要請を考慮して、削減対象であった石炭、砂利、鉱石、セメント、化学薬品などの専用貨物列車が合計49本復活した経緯がある。
貨物列車が運転されている線区は改正により阪和線など18線区が減少し89線区、貨物列車が残存した線区でも奥羽本線や山陰本線などでは他線区から直通する形で残ったものを除いて貨物営業が廃止となり、貨物取り扱い駅も集配列車の貨車編成を行っていた輸送基地の制度は廃止、110駅減少して304駅となった。コンテナ化に対応し切れなかった汐留駅も廃止され、1872年に新橋駅として開業して以来114年の歴史に幕を下ろした。その後平成期に入って国鉄清算事業団から払い下げられた駅跡地には日本テレビや電通などの高層ビルが林立する汐留シオサイトが建設されている。名古屋地区の貨物を取り扱っていた笹島駅、北海道のそれを取り扱ってきた東札幌駅なども、それぞれ名古屋貨物ターミナル駅や札幌貨物ターミナル駅に役目を完全に譲って廃止された。また、接続する貨物列車・貨物駅の削減により東上線での貨物を廃止、会沢線ほか貨物支線は短縮・廃止し貨物営業の規模を縮小した東武鉄道、1984年2月のダイヤ改正後も続けられていた貨物営業を廃止した十和田観光電鉄など、私鉄の貨物営業にも影響を与えている。

### 郵便・荷物輸送からの撤退
国鉄では創業時より小荷物・手荷物（チッキ）輸送や郵便輸送を取り扱っていたが、モータリゼーションが進んだ昭和50年代にもなると前者は宅配便の普及、後者はトラックや航空機の輸送に切り替わったことからシェアが急減していた。そのため、不採算事業となったこれらの部門を国鉄分割民営化を前に撤退することになり、新幹線レールゴーサービスなど一部を除いた荷物輸送をこのダイヤ改正に合わせて、郵便輸送を郵便のシステム変更に合わせ一足早く10月1日に廃止している。
これにより荷物列車・郵便列車に使われていた荷物車・郵便車のほとんどが余剰となった。郵便車は郵政省の所有であったため解体処分とされたが、荷物車の車齢の若い（昭和50年以降に製造された）ものに関しては一部が事業用車や旅客車（クモハ123形電車）に改造のうえ転用されたものの、こちらも多くの車輛が廃車になっており、マニ44に至っては製造後5年前後で大量廃車になった。
その後、鉄道による郵便・荷物輸送は国鉄分割民営化後の情勢変化（瀬戸大橋や青函トンネル開業）に伴い一部路線で復活している。

## その他
この改正から在来線の列車防護無線装置や列車無線の使用が開始され、廃車予定及び四国地区の一部を除く全車両に列車無線アンテナが設置された。いち早く列車無線を導入していた常磐線では、無線装置をそれまで使用していたものから全国型の交換を実施している。
この改正でも普通列車は客車から気動車・電車への転換が進められたが、余剰となった客車の中には登場からわずか5年前後の50系客車もあり、その多くは1年半後に開業が予定されていた津軽海峡線むけ快速列車用に冷房化・固定窓化などの改造を施工し、函館運転所に転出した。
1985年秋から工事が始められた地方閑散線区への電子閉塞装置の取り付け工事が進み、1986年7月から日高本線での試験適用が開始された。この結果を受けて、このダイヤ改正から各線区での使用が開始された。これにより、全国で約1,500人ほどの要員が削減された。これに伴い主要駅以外の列車交換設備が撤去され、運転扱い業務の集中化が行われている。
分割民営化により、会社の境界駅で列車の運行が分断されてしまう恐れがあるということが分割民営化に反対する側の根拠の1つであったため、このダイヤ改正では将来境界駅となる駅を通過する列車がなるべく減少しないように特に注意を払っている。このダイヤ改正では、もとの境界駅通過列車が1日454本だったのが443本となり、11本の減少となっている。
また、複数社にまたがって走るブルートレインなどの長距離列車は、新会社毎の所属車両の走行距離を平準化するため、この改正で列車の車両所属が大幅に変更され、例えば東京駅発着のブルトレは従来は下関発着「あさかぜ」、「瀬戸」を除き品川客車区所属だったのが、大部分が鹿児島運転所、熊本客車区、出雲運転区などの地方の部署に移管された。
国鉄改革関連法案が11月28日に成立して分割民営化が正式に決定したため、運行管理業務の分割の準備が行われた。それまで、国鉄本社に本社指令という組織があり、全国各地の指令所を統括して全国レベルでの列車の運行管理を行っていたが、分割によって列車の運行管理権限は各旅客会社に引き継がれることになる。このため各会社の本社所在地となる場所の指令所に本社指令の権限が12月15日正午をもって委譲された。これは、異常事態に際して本社指令がいつでも応援ができる状態で分割した運行管理をあらかじめ経験しておくことで、民営化後の体制に備えようとしたものである。国鉄時代の運行管理体制の区分と民営化後の会社の境界は必ずしも一致しなかったため、この時の各指令所の指令員は複数の鉄道管理局に兼務で所属して業務を行っていた。